# Carles Magrinyà i Solé
Carles Magrinyà i Solé (Valls, Alt Camp, 1885 - Barcelona, 1959) fou un escriptor, pedagog i traductor català.

## Biografia
Membre d'una família nombrosa, va iniciar estudis eclesiàstics al Seminari Diocesà de Tarragona. Allí coincidí amb Carles Cardó i Sanjoan, amb qui l'uniria una gran amistat. No acabà els estudis i es desplaçà a Barcelona, on cursà estudis de Filosofia i Lletres a la Universitat de Barcelona.
Fou un assidu participant en els Jocs Florals i certàmens literaris que s'organitzaven arreu de Catalunya. El 1909 guanyà la Flor Natural als Jocs Florals del Setmanari Catòlic de Reus, i l'Englantina als Jocs Florals de Badalona. El 1911 era guardonat als Jocs Florals de Lleida i el 1912 als de Sants. El 1916 obtingué la Flor Natural als Jocs Florals del Setmanari Catòlica
de Reus. El 1917 guanyà la Viola als Jocs Florals de Lleida, i l'Englantina l'any següent.
L'any 1920 publicà el seu primer llibre de poemes Esteles de llum. L'any 1922 traduí en català conjuntament amb Joan Mínguez i Defís les Elegies d'Albi Tibul per a la Fundació Bernat Metge. El 1926 publicà Historias de la Biblia: José, Ruth, Tobias y Judit. El 1927 publicà el seu segon i darrer llibre de poemes: El meu hort ha florit.
Durant aquests anys vint també va publicar una sèrie de novel·letes menors en castellà, que signà amb el pseudònim Jack Wilson, com Amor imposible, Lobo de Mar, Luz de amor, La pobrecita Esther i El sacrificio de Berta.
A més de poesia va conrear altres gèneres. Entre 1914 i 1915 va escriure una sèrie de retrats de personatges populars a La Crònica de Valls anomenats Calcomanies. També la narració Valls al Camp publicada a Valls Documental el 1931. I obres de teatre com El Talismà del Moro estrenada a Sabadell el 1958.
A partir dels anys trenta es va dedicar plenament a l'ensenyament. Exercí de director de les Escoles Catalanes Verdaguer i de l'Institut-Escola Pi i Margall.

## Obres
Poesies presentades als Jocs Florals de Barcelona
| - El calvari d'en Pere Tendre (1916) - Ègloga. Del nostre camp (1916 i 1917) - A la Pau (1917) - Pels camins del Senyor (1920) - Bucòliques. Traduccions de Virgili (1921) - Melodia de Maig (1921) - La patria futura (1922) - El Guineueta (1922) - Idil·li d'una tarda d'Agost (1922) - Virgili. Traduccions (1923) - La Copa de la Felicitat (1923 i 1924) - De la casa rural (1924) - Humilitat (1924) - El Retorn (1924) - L'oratge sacríleg (1926) - Poemet de la casa rural (1926) - El vell músic del carrer (1926) - L'oratge sacríleg (1927) - La cavalcada dels núvols (1928) - Invocació als Vents (1928) - Idil·li del cim i la plana (1928 i 1929) - Les veus del bosc (1930) (Accèssit a l'Englantina d'or) - Punts de Meditació (1931) (2n accèssit a la Viola d'or i d'argent) | - Mònica i Agustí (1931) - El cim i la plana (1931) - Nupcial (1931) - El gran sacrilegi (1931) - Els ulls del mort (1932) - La fatal semblança (1932) - Flor de dolor (1932) - Jan Petit i l'Ogre. L'Enginy i la Força (1932) - El plany de la font (1932) - Mare folla (1932) - Ametistes (1932 i 1933) - Idil·li de les vinyes (1932 i 1934) - Perque em donaves flors (1933) - Salms a l'amor (1933) - Medallons. Estampes de Jesús (1933) - Passió i mort de Pere Tendre (1933) - Brianda de Lluna (1933) - La reina Joana (1933) - Rondalla d'hivern. Jan Petit i l'Ogre (1933) - Job (1934) - Oaristis (1934) - Metempsicosi (1934) |